# 2017年泰國憲法
這部為自1932年以來所制定的第20部憲法，2017年4月6日經國王簽署後生效，共有16章279條。

## 背景
2014年5月20日，時任泰國皇家陸軍（RTA）總司令的帕拉育將軍發動政變，宣布根據《1914年泰國戒嚴法》，自當地時間凌晨三時起全國戒嚴。他透過電視發表演說時聲稱，軍方實行戒嚴，是為「使各地持續的暴力抗議行為盡早落幕並恢復和平」。
戒嚴後，帕拉育將軍非法解散看守政府成立的警務機構：和平秩序行政中心（Centre for Administration of Peace and Order，CAPO），然後自組了「維持和平與秩序指揮部」（Peace and Order Maintaining Command，POMC），並自任指揮官。POMC被賦予「阻止、抑制、減輕和化解」任何「影響國家安全情事」的極大權力，並承擔起「為各方人民即時恢復和平」的責任，且可引用戒嚴法任一條款強制傳喚任何人；巴育將軍也強迫包含警察、海軍、空軍與國防部在內的全部人員必須加入POMC。軍方接管了泰国政府大楼， 並在曼谷各要處都配置人員駐守， 封鎖了主要道路。
5月22日，軍方單方面宣布中止《泰王國2007年憲法》並強行解散泰國眾議院，並成立國家和平秩序維護委員會（National Council for Peace and Order，NCPO）。
5月24日，再宣布解散泰國參議院，接收所有立法權，意即泰國已無民主制度，進入軍事獨裁統治。
7月23日，泰國維和委員會23日頒布了獲御准實施的第19部憲法——《2014年臨時憲法》，臨時憲法內規定保留軍方在政變後成立的維和委員會(NCPO)，該委員會將對即將成立的臨時政府起監督、顧問作用，且主要負責國家安全事務；與作為國家立法大會、臨時政府內閣、國家改革委員會（National Reform Council，NRC）、憲法起草委員會（Constitution Drafting Committee，CDC）的設立依據。
7月31日，國家立法會議按照此憲法被建立起來。
8月21日，在由軍方所組成的國家立法大會在記名投票下，除大會主席及兩名副主席投下棄權票外，其餘委員全數通過由帕拉育擔任國家總理。
8月25日，帕拉育由蒲美蓬國王任命為泰國第29任總理，成為泰國首位發動軍事政變後獲任總理的軍人領袖。
2015年3月31日，帕拉育向蒲美蓬國王提交有關廢除戒嚴令的法令，泰國國王蒲美蓬正式下詔批准解除自去年5月20日實施的戒嚴令。

## 通過程序
2015年9月6日，由軍方組成的憲法起草委員會（Constitution Drafting Committee，CDC）所提出的憲法草案，遭軍政府欽定的247名「國家改革委員會」（National Reform Council）成員以135票反對、105票贊成、7票棄權的結果，否決。按照軍政府所公佈的規劃，在憲法草案被否決的情況下，軍政府必須籌組新的21人的制憲小組，於180天內起草新憲法草案，並國家改革委員會通過後在45天內付諸全民複決。
2016年1月29日，由軍政府司法顧問米猜（Meechai Ruchupan）領導的制憲小組經過77天的起草，公佈了新版本的憲法草案。
2016年8月7日，在總投票率58%下，「你是否同意憲法草案？」以贊成票佔61.4%，反對票則佔38.6%，通過。「是否同意參議院（上議院）應該和眾議院（下議院）共同推選總理？」以58%，反對票佔42%，通過。泰國憲法法院將在45天內審批憲法草案的最終版本，並在5個月內呈交國王簽署後成為正式憲法。
2016年10月6日，蒲美蓬國王尚未簽署前駕崩，導致憲法無法生效。
2016年12月9日，公投通過的憲法提交給新任國王。按照2014年臨時憲法，國王需在90天內進行批准。
2017年1月11日，瑪哈·瓦集拉隆功國王對公投通過新憲法中關於皇室章節，有3至4點需要進行修改的意見。
2017年1月13日，國家立法議會（NLA）表決通過臨時憲法的修改，以便為按國王意見要求修改新憲法草案且又不因未在期限內簽署而失效。
2017年1月16日，泰國王室發布臨時憲法修訂版從當日起正式生效的公告。
2017年2月18日，按國王意見修改過的新憲法再次送交瑪哈·瓦集拉隆功國王。
2017年4月6日，瑪哈·瓦集拉隆功國王透過電視轉播的儀式上簽署新憲法。

## 內容

### 參議院
參議員共有250席、任期5年，其中6席由軍方重要人士直接擔任，分別為國防部次長、陸海空三軍總司令、武裝部隊最高司令、國家警察總長；194席由軍方背景的「國家和平秩序委員會」（NCPO）選任；50席為NCPO從10個「職業公會與社會團體」中選任，再由泰國選舉委員會判定其資格。

### 眾議院
眾議員共有500席、任期4年，採取全民直選方式產生，其中350席直接選舉產生，剩餘150席依政黨得票比例分配產生（MMA)。

## 後續
2018年3月2日，正式開放申請政黨，政黨在登記受理截止後（3月31日）需經為期180天的審核，才能成為可正式活動的政黨，參與2019年的國會大選。
2018年9月18日，兩項有關選舉的法案已經獲得國王批准，將在90天後生效，生效後150天內必須舉行大選。
2018年12月11日，「王室公報」所公布的解除政黨活動禁令，開始開放各政黨募款，並能號召5人以上的政治集會活動。
2019年1月23日，泰國國王室頒布王室命令，選舉委員會須從23日算起5天內公布大選日期。選委會下午開會後，宣布3月24日舉行國會大選。
2019年3月24日，眾議院舉行選舉。

## 爭議

### 臨時憲法廣泛授權
NCPO以48條臨時憲法取代2007版憲法，在臨時憲法的第44條中寫道，NCPO領導人可以發布任何命令「以推動任何領域的改革、促進國民間的愛與和諧，或防止、廢除或壓制不論是在國內外發生之任何危及國家安全及秩序、王室、國家經濟及公共行政的行為」，並具有行政和立法上的效力。

### 限制人民討論
包含軍政府禁止公開討論公投議案及公開表態，有超過100位民眾因在社群網路或公開反對新憲法而被捕入獄。有許多民眾甚至在不清楚憲法草案的內容就進行投票，包括記者、學生，甚至連8歲女童無心撕下投票名單，都遭到調查起訴。政府並組織超過20萬警察協助維持投票秩序，也頒佈一系列規定阻止民眾公開杯葛或反對新憲草案來壓制反對聲音。

## 評論

### 肯定帕拉育執政
開票結果，紅衫軍大本營的東北部各省開出的反對票只比贊成票多出2至3個百分點，其他如北部、中部和南部都是贊成票居多。而在包括曼谷大都會的中部大票倉，更是開出高達近7成的贊成票，在泰南也有逾7成選民投票支持新憲法，都遠遠超過反對票高達近39至53個百分點。
泰國外商協會主席康樹德認為，這是一次對現任政府的信任投票，結果顯示，多數選民肯定現任總理帕拉育兩年多來的施政，本次選舉未發生重大缺失，和平落幕，儘管帕拉育在內政控管上相當嚴格，緊盯反對勢力，但對外商投資和經濟發展是持十分正面積極的態度，他贏得人民的信任支持。

### 軍方擴權
国家安全委员会主席塔威（Thawil Pliensri）將軍表示：「6席軍方重要職位坐鎮參議院，將扮演『保母』的角色，確保『改革』能『按計畫』進行，同時確保新政府能『按照軍方意願』運作」，且其餘參議員亦全由軍方指派。而在憲法不合理地賦予非民選的參議院極大的權力，包括參議院能與眾議院共同推舉總理；若選後各政黨無法順利組成新政府，參議院可聯合眾議院共同推舉不具議員身分或無黨派人士出任，且參議院能彈劾由任何方式產生的總理。
未來一旦再爆發政治危機，參議院能自行推舉新總理掌權，此舉將使「政變」被合法地寫入憲法中，也就不需要再發動實質上的軍事政變，標誌著泰國倒退回70年代的軍事獨裁統治，使參議院成為軍方在國會中的「代理機構」或「橡皮圖章」。

### 臨時憲法未來仍具有效力
儘管泰國的《2017版憲法》已在拉瑪十世的簽署下取代《2014年臨時憲法》但第44條卻被保留下來，直到泰國透過大選產生的新政府開始執政為止，第44條的地位都優於新憲法第77條中對國家頒布法律的規範，意即在政權轉移前，NCPO仍能夠繼續以第44條的名義發布具法律效力的行政命令。
且泰國副總理威沙努（Wissanu Krea-ngam）2018年1月8日宣布，在舉行大選、政權轉移前，將會要求泰國國家立法大會（National Legislative Assembly，NLA）將軍政府執政時期的行政命令推動入法，以確保這些法律在國家和平暨秩序維護委員會（National Council for Peace and Order，NCPO）解散後仍具法律效力，此一將根據臨時憲法44條所發布的命令推動入法的要求，是帕拉育在2018年1月9日的NCPO會議上所提出的。

### 國王擴權
原本新憲草案規定國家面臨緊急狀況，將由泰國總理、國會議長、憲法法院院長等人召開聯席會議應變，但卻遭國王玛哈·哇集拉隆功反對，改回由泰國國王作為最終決定者。
過去規定國王若不在國內，必須任命攝政處理政事，慣例上由泰國樞密院院長負責。但國王玛哈·哇集拉隆功認為無強制任命的必要，要求新憲法修改為由其自行決定是否需要攝政代政，並排除樞密院要求設立攝政的條款，進一步架空樞密院。